# A Lạp Thiện kỳ Trát Tát Khắc Thân vương

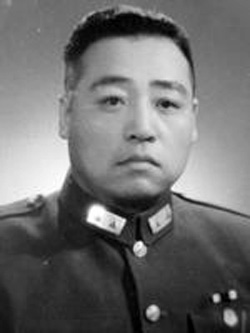
Đạt Lý Trát Nhã, A Lạp Thiện kỳ Trát Tát Khắc Thân vương cuối cùng

A Lạp Thiện Ách Lỗ Đặc bộ Trát Tát Khắc Hòa Thạc Thân vương (giản thể: 阿拉善厄鲁特部扎萨克和硕亲王; phồn thể: 阿拉善厄魯特部扎薩剋和碩親王) là một tước vị Trát Tát Khắc Hòa Thạc Thân vương cha truyền con nối tại A Lạp Thiện Ách Lỗ Đặc kỳ thuộc Tây Sáo Mông Cổ dưới thời nhà Thanh. Năm 1697, một hậu duệ của Chuyết Xích Cáp Tát Nhi – em trai ruột của Thành Cát Tư Hãn – là Hòa La Lý được Khang Hi phong làm Trát Tát Khắc Đa La Bối lặc. Năm 1709, con trai thứ 3 của ông là A Bảo được thừa kế tước vị. A Bảo được Ung Chính thăng làm Đa La Quận vương vào năm 1723 nhưng vì phạm tội mà lại bị giáng làm Bối lặc vào năm 1729. Hai năm sau, A Bảo được khôi phục tước vị Quận vương. Cũng trong năm 1731, triều đình nhà Thanh thưởng Định Viễn Doanh cho A Bảo làm nơi ở và đồn trú, nơi hiện nay là thị trấn Bayanhot, kỳ A Lạp Thiện Tả thuộc minh A Lạp Thiện của khu tự trị Nội Mông. Con trai thứ của A Bảo là La Bặc Tàng Đa Nhĩ Tể được tập tước Đa La Bối lặc vào năm 1739 và được Càn Long lần lượt phong làm Đa La Quận vương vào năm 1757 và Hòa Thạc Thân vương vào năm 1765. Năm 1782, Càn Long cho phép tước vị được thế tập võng thế.

## Lịch sử

### Khởi đầu
Hòa La Lý là hậu duệ của Chuyết Xích Cáp Tát Nhi – em trai ruột của Nguyên Thái Tổ Thành Cát Tư Hãn. Năm 1697, Hòa La Lý được Khang Hi ban tước vị Trát Tát Khắc và vùng đất A Lạp Thiện. Triều đình nhà Thanh án theo lệ của 49 kỳ khác, thiết đặt A Lạp Thiện Hòa Thạc Đặc kỳ, trong đó Hòa Thạc Đặc là 1 trong 4 bộ tộc thuộc Trát Lỗ Đặc. Hòa La Lý được phong làm Đa La Bối lặc, trở thành Kỳ chủ đầu tiên. A Bảo là con trai thứ 3 của Hòa La Lý. Năm 1704, Khang Hi lệnh cho A Bảo đến kinh thành, phong làm Ngự tiền Thị vệ. Cùng năm đó, ông được ban hôn với Đạo Khắc Hân Quận chúa, con gái của Trang Thân vương Bác Quả Đạc được Khang Hi nuôi dưỡng trong cung, trở thành Hòa Thạc Ngạch phò của nhà Thanh. Hòa La Lý cũng từ đó mà toàn toàn quy thuận nhà Thanh. Sau khi A Bảo thành hôn, Khang Hi đã lệnh Tuần phủ Cam Túc xây dựng phủ đệ cho quận chúa và ngạch phò ở địa phận Mông Cổ. Năm 1707, Hòa La Lý qua đời. Đến năm 1709 thì A Bảo quay về A Lạp Thiện kế thừa tước vị của cha. A Bảo và Đạo Khắc Hân Quận chúa có 3 người con trai nhưng con trai trưởng là Bối tử Cổ Mộc Bố Tảo mất sớm, chỉ còn lại La Bặc Tàng Đa Nhĩ Tế và Lạp Nhĩ Tể Vượng Thư Khắc. Ngoài ra, A Bảo còn có một người con gái trở thành Đích Phúc tấn của Bối lặc Dận Y – hoàng tử thứ 20 của Khang Hi.  Năm 1739, A Bảo qua đời, con trai thứ là La Bặc Tàng Đa Nhĩ Tế được thừa kế tước vị. Theo quy định tập tước của nhà Thanh, vì tước vị không phải thiết mạo tử vương nên khi thừa kế sẽ bị giảm xuống một bậc. La Bặc Tàng Đa Nhĩ Tế được phong làm Bối lặc.
Một năm sau (1740), La Bặc Tàng Đa Nhĩ Tế được Càn Long hứa hôn với con gái thứ 8 của Trang Thân vương Dận Lộc, tức em họ của Càn Long. Lúc đính hôn, cả La Bặc Tàng Đa Nhĩ Tế và Cách cách đều chỉ xấp xỉ 6 tuổi. Đến tháng 11 năm 1750 thì Cách cách được phong làm Huyện chúa, cả hai chính thức thành hôn. La Bặc Tàng Đa Nhĩ Tế cũng theo đó mà được phong làm Đa La Ngạch phò của nhà Thanh. Cách cách vốn là con gái do thiếp thất của Thân vương sinh ra, theo quy định thời Thanh chỉ được phong làm Quận quân, nhưng nay được thăng lên một bậc trở thành Huyện chúa, thân phận cũng theo đó mà được đề cao. Đây được xem là một trong những chính sách lôi kéo Mông Cổ thông qua liên hôn của nhà Thanh. Một năm sau khi kết hôn, La Bặc Tàng Đa Nhĩ Tế cùng Huyện chúa quay về kỳ sinh sống. Trong suốt những năm Càn Long, khi triều đình nhà Thanh suất quân chinh phạt Hồi bộ và Chuẩn Cát Nhĩ bộ, La Bặc Tàng Đa Nhĩ Tế đã suất lĩnh quân Mông Cổ của bộ tộc mình lập được nhiều chiến công, lần lượt được phong làm Quận vương và Thân vương. Đến năm 1782, Càn Long đặc biệt cho phép tước vị Thân vương được thế tập võng thế, tức thừa kế không bị giáng cấp.

### Thời Thanh trung kỳ
Năm 1770, con trai trưởng của La Bặc Tàng Đa Nhĩ Tế và Huyện chúa là Vượng Thấm Ban Ba Nhĩ đã được Càn Long hứa hôn với con gái trưởng của Vinh Thân vương Vĩnh Kỳ. Lúc bấy giờ, Cách cách chỉ vừa 9 tuổi. 9 năm sau, cả hai chính thức thành hôn vào tháng 12 năm 1779. Lúc sinh thời, Vĩnh Kỳ chưa từng được phong tước, mẹ của Cách cách cũng chỉ là thiếp hầu, theo quy định Cách cách vốn không được ban tước vị nhưng nay lại được phong tước Huyện quân. Vượng Thấm Ban Ba Nhĩ Tế cũng theo đó mà được phong làm Cố Sơn Ngạch phò. Tuy nhiên thành hôn chưa tròn năm, Huyện quân qua đời vào tháng 11 (âm lịch) năm 1780. Hơn nửa năm sau vào tháng 5 nhuận âm lịch năm 1781, Vượng Thấm Ban Ba Nhĩ tiếp tục được hứa hôn với một cháu nội khác của Càn Long là con gái thứ của Vĩnh Thành, vị Cách cách này cũng được giao cho Phúc tấn của Vĩnh Kỳ nuôi dưỡng. Tuy nhiên cả hai chưa kịp thành hôn thì La Bặc Tàng Đa Nhĩ Tế qua đời vào năm 1783, Vượng Thấm Ban Ba Nhĩ phải chịu tang cha, đồng thời kế thừa tước vị Trát Tát Khắc Thân vương.
Hai năm sau (1785), Cách cách được phong làm Huyện chúa, chính thức thành hôn với Vượng Thấm Ban Ba Nhĩ. Lúc bấy giờ, Vĩnh Thành đang là một Quận vương, Cách cách là con gái của Quận vương do Trắc phúc tấn sinh ra, theo lý chỉ được phong Huyện quân, việc được phong Huyện chúa đã cao hơn lệ thường 2 bậc. Vượng Thấm Ban Ba Nhĩ cũng theo đó mà được phong làm Đa La Ngạch phò. Tuy nhiên thành hôn chỉ vừa 2 năm thì Huyện chúa qua đời khi chỉ mới 19 tuổi. Vượng Thấm Ban Ba Nhĩ qua đời vào năm 1804 dưới triều Gia Khánh, chi có một người con gái gả cho con trai của Túc Thân vương Vĩnh Tích là Kính Đôn. Vượng Thấm Ban Ba Nhĩ không có con trai, em trai ông là Mã Cáp Ba Lạp được thừa kế tước vị Trát Tát Khắc Thân vương. Mã Cáp Ba Lạp đã 2 lần liên hôn cùng nhà Thanh. Con gái ông gả cho cháu của Gia Khánh là Miên Tính, sinh ra Dịch Khuông – người về sau được phong làm Khánh Thân vương, trở thành 1 trong 12 Thiết mạo tử vương của nhà Thanh. Con trai ông là Nang Đô Bố Tô Long cưới con gái thứ 11 của Thuận Thừa Quận vương Luân Trụ. Năm 1832 dưới triều Đạo Quang, Mã Cáp Ba Lạp qua đời, con trai là Nang Đô Bố Tô Long tập tước. Năm 1844, Nang Đô Bố Tô Long qua đời.

### Thời Thanh mạt
Sau khi Nang Đô Bố Tô Long qua đời, lần lượt các thế hệ trực hệ thừa kế tước vị bao gồm Cống Tang Châu Nhĩ Mặc Đặc, Đa La Đặc Sắc Lăng, Tháp Vượng Bố Lý Giáp Lạp và Đạt Lý Trát Nhã. Các thế hệ A Lạp Thiện Thân vương tiếp tục duy trì truyền thống liên hôn cùng với hoàng thất nhà Thanh. Năm 1857 dưới triều Hàm Phong, A Lạp Tề Thân vương đời thứ 5 là Cống Tang Châu Nhĩ Mặc Đặc kết hôn với con gái của Trấn Quốc công Tường Lâm. Hai người có khá nhiều con cái, trong đó có 4 người con gái trở thành con dâu hoàng thất nhà Thanh, phân biệt kết hôn với Trấn Quốc Tướng quân Dục Trưởng, Thượng thư Phổ Hưng, Bối tử Dục Thu, và Đoan Quận vương Tái Y. Trong đó chỉ có người con gái trở thành kế thất của Dục Trưởng kết hôn khi Cống Tang Châu Nhĩ Mặc Đặc còn sống, những trường hợp khác đều xuất giá sau khi ông đã qua đời. Trong hai đời Thân vương thứ 5 và thứ 6 của hai cha con Cống Tang Châu Nhĩ Mặc Đặc và Đa La Đặc Sắc Lăng đã diễn ra 2 cuộc hôn nhân thuộc về kiểu hôn nhân con cô con cậu lấy nhau điển hình thời Thanh, nhưng chỉ một trong số đó có quan hệ huyết thống gần. Trường hợp đầu tiên là với gia đình Bối tử Dục Thu. Một người con gái của Cống Tang Châu Nhĩ Mặc Đặc kết hôn với Dục Thu, một người con gái của Đa La Đặc Sắc Lăng lại kết hôn với Hằng Chiếu – con riêng của Dục Thu do thiếp thất sinh ra. Trường hợp này vẫn được xem là con cô con cậu dù hai người không cùng huyết thống.
Trường hợp thứ hai là với gia đình Đoan Quận vương Tái Y. Năm 1876 dưới triều Quang Tự, Cống Tang Châu Nhĩ Mặc Đặc qua đời, con trai là Đa La Đặc Sắc Lăng thừa kế tước vị. Theo ghi chép của hậu duệ Tái Y, Đa La Đặc Sắc Lăng đã đưa một người em gái vào cung để chăm sóc và theo hầu Từ Hi Thái hậu. Nhờ làm Thái hậu vui lòng mà vị Cách cách này được Thái hậu hứa gả cho Đoan Quận vương Tái Y làm Kế Phúc tấn. Sau khi thành hôn, Kế Phúc tấn sinh được một người con trai là Phổ Tuấn. Về sau, Phổ Tuấn lại cưới con gái của Đa La Đặc Sắc Lăng. Đây chính là kiểu hôn nhân cận huyết. Năm 1899, Phổ Tuấn được Từ Hi Thái hậu chọn làm người thừa tự của Đồng Trị, lập làm Đại a ca. Từ Hi Thái hậu muốn phế Quang Tự để Phổ Tuấn lên ngôi, nhưng kế hoạch bất thành. Sau sự kiện Nghĩa Hòa đoàn, Phổ Tuấn cùng Tái Y đều bị lưu đày đến Tân Cương. Anh vợ đồng thời là anh họ của Phổ Tuấn cũng chính là A Lạp Thiện Thân vương đời thứ 7, Tháp Vượng Bố Lý Giáp Lạp đã chu cấp hằng tháng cho hai người một thời gian, sau đó thì mời cả hai về phủ A Lạp Thiện Thân vương. Cả Tái Y và Phổ Tuấn đều qua đời tại vương phủ.
Trước khi kế thừa tước vị, với thân phận đích tử của thân vương, Đa La Đặc Sắc Lăng từng được phong làm Đài cát. Năm 1871, Đài cát Đa La Đặc Sắc Lăng cưới con gái thứ 14 của Túc Thân vương Hoa Phong. Vị Cách cách này qua đời vào năm 1875, một năm trước khi chồng thừa kế tước vị Trát Tát Khắc Thân vương, và khi chỉ vừa thành hôn được 4 năm. Tháng 12 năm 1878, hai năm sau khi tập tước Thân vương, Đa La Đặc Sắc Lăng tục huyền với con gái thứ 17 của Hoa Phong, cũng tức là em gái của vợ trước. Đa La Đặc Sắc Lăng có tất cả 3 người con trai, trong đó con trai trưởng là Tháp Vượng Bố Lý Giáp Lạp đã kết hôn với con gái của Khắc Cần Quận vương Tung Kiệt, thường được gọi là Duệ Tiên Cách cách. Duệ Tiên Cách cách chỉ sinh được một con trai nhưng qua đời vào lúc 5 tuổi, về sau bà cũng bị bệnh mà qua đời. Năm 1909, Đa La Đặc Sắc Lăng qua đời, Tháp Vượng Bố Lý Giáp Lạp thừa kế tước vị Thân vương, trở thành A Lạp Thiện Trát Tát Khắc Thân vương cuối cùng được triều đình nhà Thanh phong tước.

### Sau khi nhà Thanh sụp đổ
Liên tiếp hai năm 1911 và 1912, Cách mạng Tân Hợi bùng nổ và Phổ Nghi tuyên bố thoái vị, chính thức chấm dứt thời kỳ chuyên chế của nhà Thanh. Sau khi Trung Hoa Dân Quốc thành lập, Tháp Vượng Bố Lý Giáp Lạp trở thành người ủng hộ nguyên tắc Ngũ tộc cộng hòa, liên tiếp nhậm nhiều chức vụ trong cơ chế chính phủ mới trong đó có Nghị viên Tham nghị viện, Tổng tài Viện Mông Tạng – cơ quan trung ương của Chính phủ Bắc Dương nằm quản lý các dân tộc thiểu số ở Mông Cổ và Tây Tạng. Năm 1928, Ủy ban Mông Tạng được thành lập thay thế cho Viện Mông Tạng, ông cũng trở thành Ủy viên của ủy ban mới. Tháng 7 năm 1931, Tháp Vượng Bố Lý Giáp Lạp qua đời. Ủy viên trưởng đương thời của Ủy ban Mông Tạng là Mã Phúc Tường đã báo cáo việc này lên Viện Hành chính Chính phủ Quốc dân. Cuối năm, chính phủ Nam Kinh chính thức phê chuẩn cho phép Đạt Lý Trát Nhã kế thừa vương vị của cha. Trong những năm cuối thời Thanh, gia đình A Lạp Thiện Thân vương thường di chuyển giữa hai vương phủ ở Định Viễn Doanh và Bắc Kinh. Khi Đạt Lý Trát Nhã khoảng 10 tuổi thì gia đình chuyển đến Bắc Kinh sinh sống thời gian dài. Năm 1925, ông kết hôn với Kim Doãn Thành, hay Uẩn Tuệ, con gái của cựu Bối lặc nhà Thanh Tái Đào.

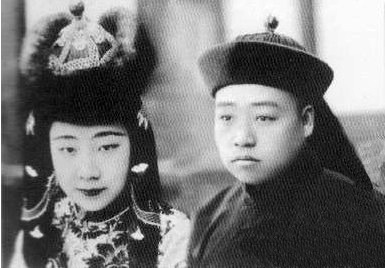
Uẩn Tuệ và Đạt Lý Trát Nhã

Sau khi tổ chức lễ nhậm chức ở Bắc Kinh và đại điển kế thừa tước vị ở Định Viễn Doanh, đến năm 1933 thì Đạt Lý Trát Nhã chính thức chuyển về A Lạp Thiện Ách Lỗ Đặc kỳ để thân chính. Năm 1949, Đạt Lý Trát Nhã tuyên bố thoát ly Quốc Dân Đảng, tiếp nhận sự lãnh đạo của Đảng Cộng sản Trung Quốc. Ngày 23 tháng 9, A Lạp Thiện kỳ giải phóng trong hòa bình, chính phủ nhân dân của A Lạp Thiện Hòa Thạc Đặc kỳ được thành lập, tiếp tục đóng ở Định Viễn Doanh và Định Viễn Doanh được đổi tên thành Ba Ngạn Hạo Đặc. Cũng từ đây, Đạt Lý Trát Nhã liên tiếp nhậm nhiều chức vụ trong chính quyền nhân dân mới của khu tự trị, trong đó có Phó chủ tịch Khu tự trị Mông Cổ cùng với chủ tịch là Ô Lan Phu. Sau khi Cách mạng Văn Hóa nổ ra, vợ chồng hai người đang ở Bắc Kinh nghỉ dưỡng thì bị Hồng vệ binh bắt giữ, đem ra phê đấu. Đạt Lý Trát Nhã đã qua đời trong đợt phê đấu vào năm 1968. Ngày 13 tháng 2 năm 1979, Chính phủ Nhân dân và Đảng ủy của Khu tự trị Nội Mông Cổ đã cử hành một đại hội truy điệu cho Uẩn Tuệ và Đạt Lý Trát Nhã, công khai sửa lại án sai và trả lại danh dự cho hai người. Hiện nay, Vương phủ tại Alxa đã được cải tạo thành viện bảo tàng.

## Danh sách
| Thứ tự     | Tên          | Tên                        | Nhiệm kỳ | Nhiệm kỳ | Ghi chú                                                         |
| Thứ tự     | Tên gốc      | Phiên âm                   | Bắt đầu  | Kết thúc | Ghi chú                                                         |
| ---------- | ------------ | -------------------------- | -------- | -------- | --------------------------------------------------------------- |
| Bối lặc    | 和囉哩       | Hòa La Lý                  | 1697     | 1707     |                                                                 |
| Quận vương | 阿宝         | A Bảo                      | 1709     | 1739     | Cưới Đạo Khắc Hân Quận chúa.                                    |
| 1          | 罗卜藏多尔济 | La Bặc Tàng Đa Nhĩ Tế      | 1739     | 1783     | Con trai thứ của A Bảo và Quận chúa, còn được xưng là La vương. |
| 2          | 旺沁班巴尔   | Vượng Thấm Ban Ba Nhĩ      | 1783     | 1804     | Con trai trưởng của La Bặc Tàng Đa Nhĩ Tế.                      |
| 3          | 玛哈巴拉     | Mã Cáp Ba Lạp              | 1804     | 1832     | Em trai của Vượng Thấm Ban Ba Nhĩ.                              |
| 4          | 囊都布苏隆   | Nang Đô Bố Tô Long         | 1832     | 1844     | Con trai của Mã Cáp Ba Lạp                                      |
| 5          | 贡桑珠尔默特 | Cống Tang Châu Nhĩ Mặc Đặc | 1844     | 1876     | Con trai của Nang Đô Bố Tô Long.                                |
| 6          | 多罗特色楞   | Đa La Đặc Sắc Lăng         | 1876     | 1909     | Con trai của Cống Tang Châu Nhĩ Mặc Đặc.                        |
| 7          | 塔旺布里甲拉 | Tháp Vượng Bố Lý Giáp Lạp  | 1909     | 1931     | Con trai của Đa Lặc Sắc Lăng, còn được xưng là Tháp vương.      |
| 8          | 达理扎雅     | Đạt Lý Trát Nhã            | 1931     | 1968     | Con trai trưởng của Tháp Vượng Bố Lý Giáp Lạp.                  |

## Hình ảnh

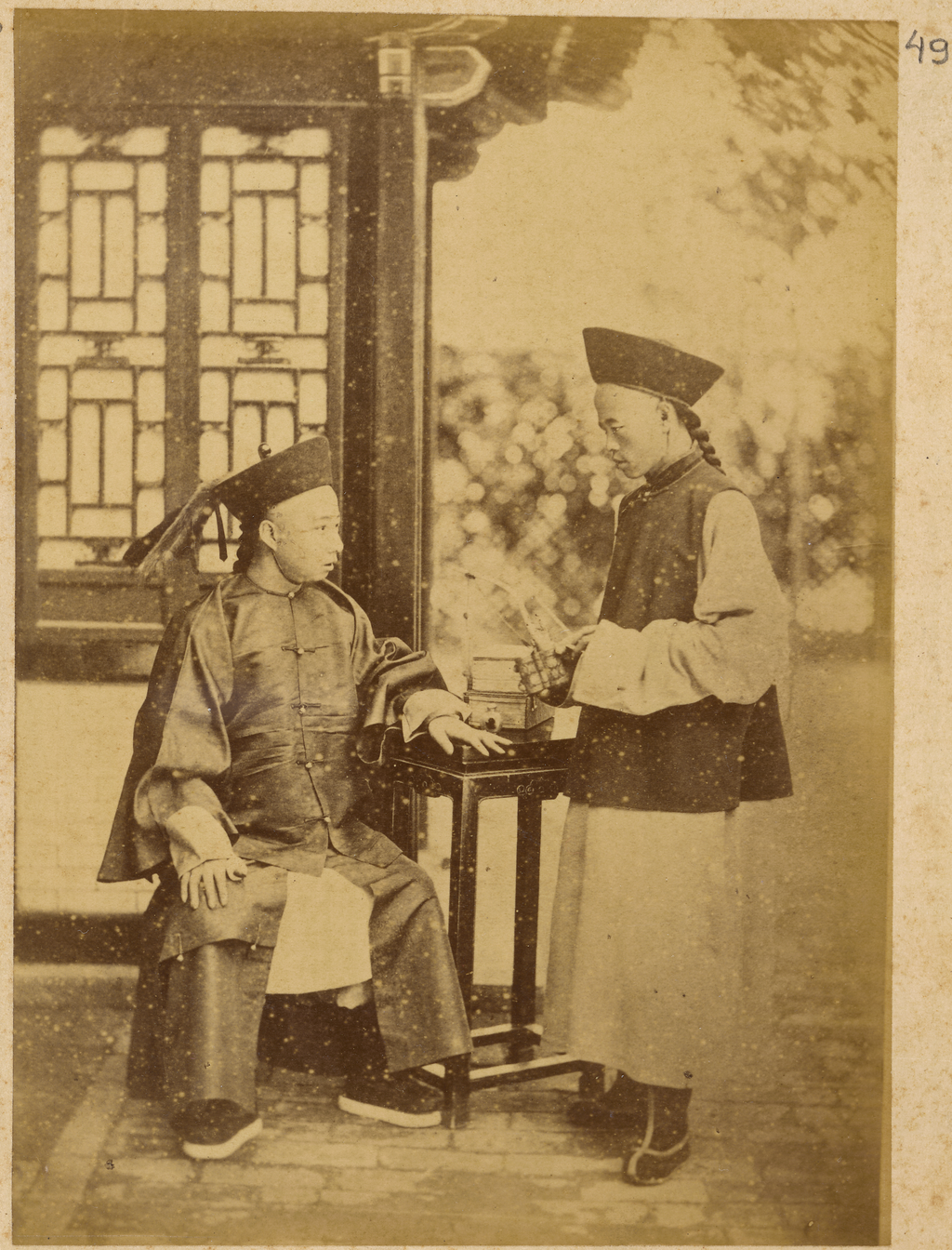
Đa La Đặc Sắc Lăng tại Bắc Kinh năm 1874.
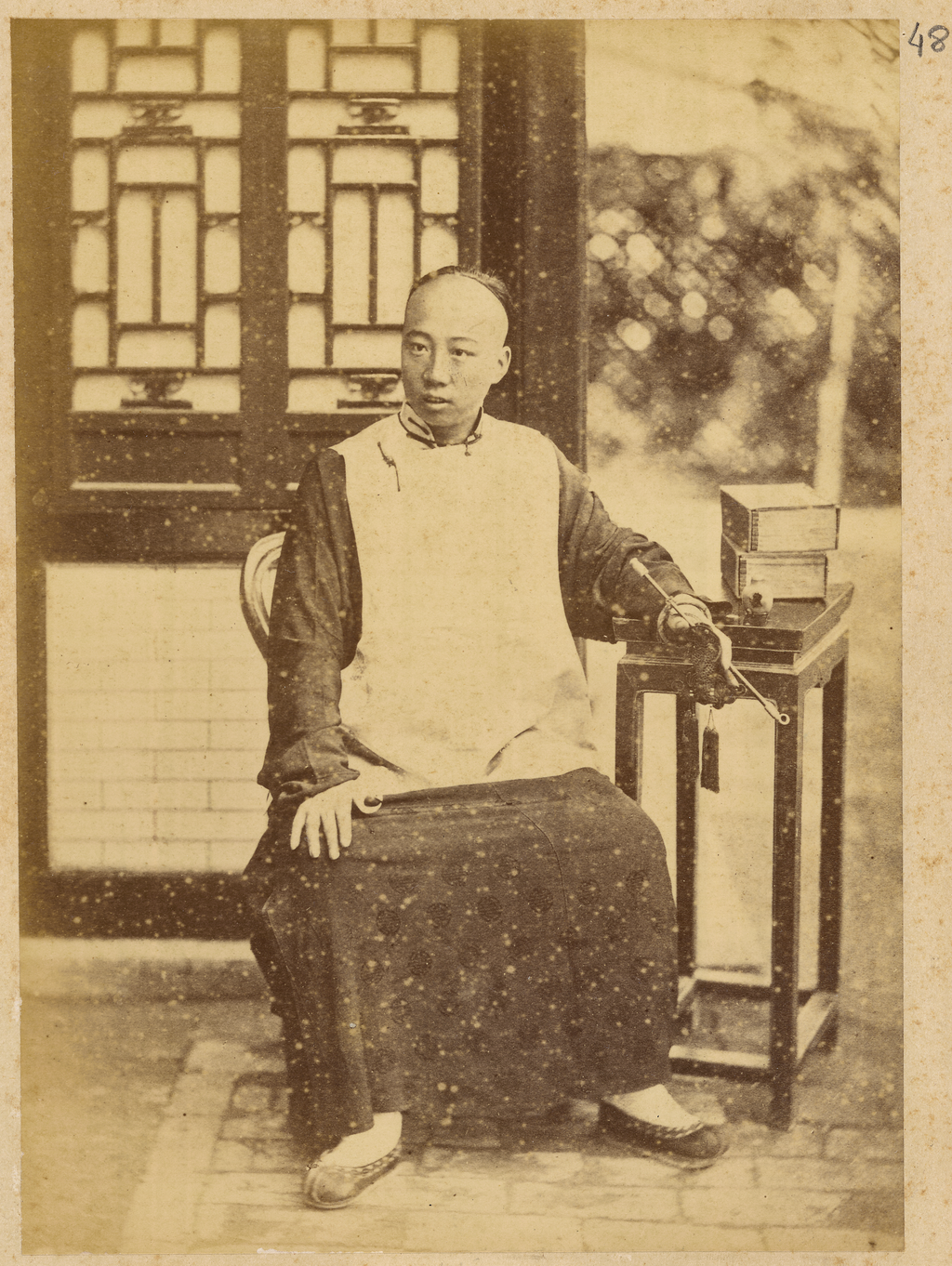
Một con trai của A Lạp Thiện kỳ Thân vương tại Bắc Kinh năm 1874.